# Société Générale de Surveillance
La Société Générale de Surveillance S.A. (SGS) è un'azienda svizzera, leader mondiale nei servizi di ispezione, verifica, analisi e certificazione. SGS impiega 95.000 persone ed opera con un network di oltre 2.000 uffici e laboratori nel mondo. Originariamente fondata a Rouen nel 1878, è stata registrata ufficialmente nel 1911 a Ginevra.

## Storia
Nel 1878 i commercianti internazionali di Inghilterra, Francia, Germania, Paesi Bassi, Paesi baltici, Ungheria, mar Mediterraneo e Stati Uniti fondarono la London Corn Trade Association, al fine di standardizzare i documenti di spedizione per le nazioni esportatrici e per chiarire le procedure e le controversie relativo alla qualità del grano importato. Nello stesso anno la SGS è stata fondata a Rouen, in Francia, da Henri Goldstuck, un giovane immigrato lettone che, avendo visto le opportunità in uno dei porti più grandi del paese, ha iniziato a ispezionare le spedizioni di cereali francesi.
Con l'aiuto del capitano Maxwell Shafftington, prese in prestito denaro da un amico austriaco per iniziare a ispezionare le spedizioni in arrivo a Rouen poiché, durante il trasporto, le perdite si manifestavano nel volume di grano a seguito di restringimenti e furti. Il servizio ha ispezionato e verificato la quantità e la qualità del grano all'arrivo con l'importatore. Gli affari crebbero rapidamente; i due imprenditori entrarono in affari insieme nel dicembre 1878 e, nel giro di un anno, avevano aperto uffici a Le Havre, Dunkerque e Marsiglia.
Nel 1915, durante la prima guerra mondiale, la compagnia trasferì la sua sede da Parigi a Ginevra, in Svizzera, e il 19 luglio 1919 la società adottò il nome di Société Générale de Surveillance. Durante la metà del XX secolo, SGS ha iniziato ad offrire servizi d'ispezione, test e verifica in diversi settori, tra cui industria, minerali e petrolio, gas e prodotti chimici. Nel 1981 la società divenne pubblica e nel 1985 aderì allo Swiss Market Index, uscendone e rientrandovi regolarmente. Oggi il suo maggiore azionista è Groupe Bruxelles Lambert, il quale detiene dal 2013 il 16.57% del capitale azionario.

## Servizi
I servizi della SGS sono principalmente di quattro tipi:
- Servizi di ispezione
- Servizi di verifica
- Servizi di analisi
- Servizi di certificazione

## Divisioni
La SGS è organizzata in 10 divisioni, al fine di offrire servizi per tutti i principali settori quali:
- Agricoltura
- Industria automobilistica
- Ambiente e Sostenibilità
- Governi ed istituzioni
- Industria
- Farmaceutico
- Minerali
- Petrolifero e gas naturale
- Industria petrolchimica
- Beni di largo consumo